# Es Telégraf

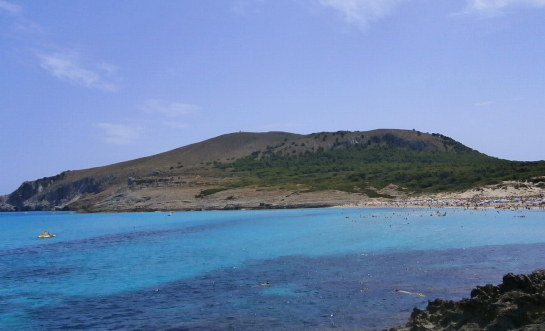
Es Telégraf, Blick von Westen aus Cala Mesquida

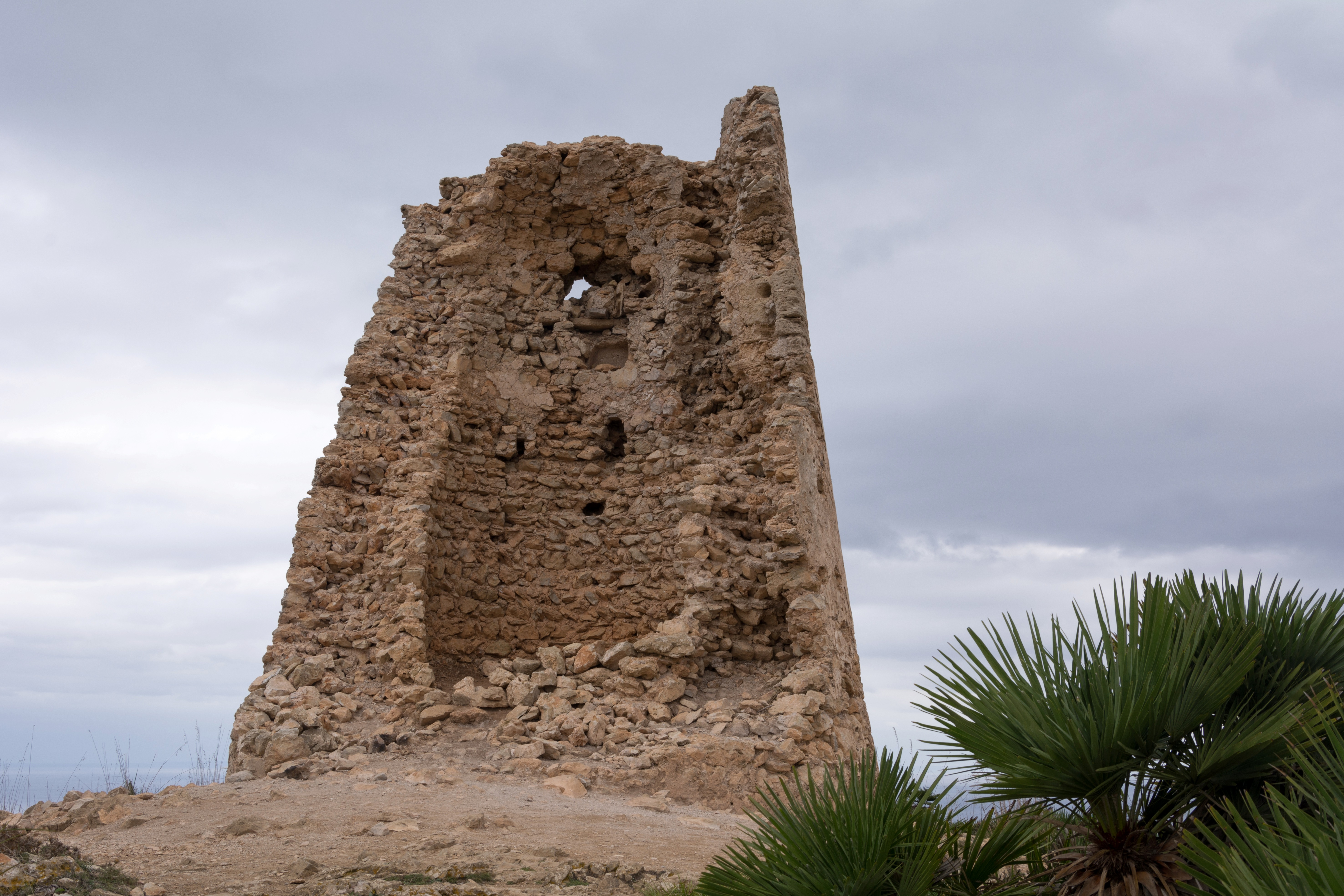
Talaia de Son Jaumell

Es Telégraf ist ein Berg an der Nordostküste der spanischen Mittelmeerinsel Mallorca.
Er erreicht eine Höhe von 271 Metern und gehört zum Gemeindegebiet von Capdepera. Auf seinem Gipfel befindet sich die Ruine des historischen Turms Talaia de Son Jaumell sowie ein Vermessungspunkt. Nordöstlich erstreckt sich das Cap des Freu. Westlich liegt die Bucht Cala Mesquida, östlich Cala Moltó. Weiter südwestlich erhebt sich der Puig de s’Àguila mit dem der Es Telégraf über den Sattel Coll de Marina verbunden ist.
Auf den Gipfel des Bergs führen von Cala Mesquida und Cala Agulla ausgeschilderte Wanderwege, diese setzen im letzten Teil Trittsicherheit voraus.